# 카가 오토히코

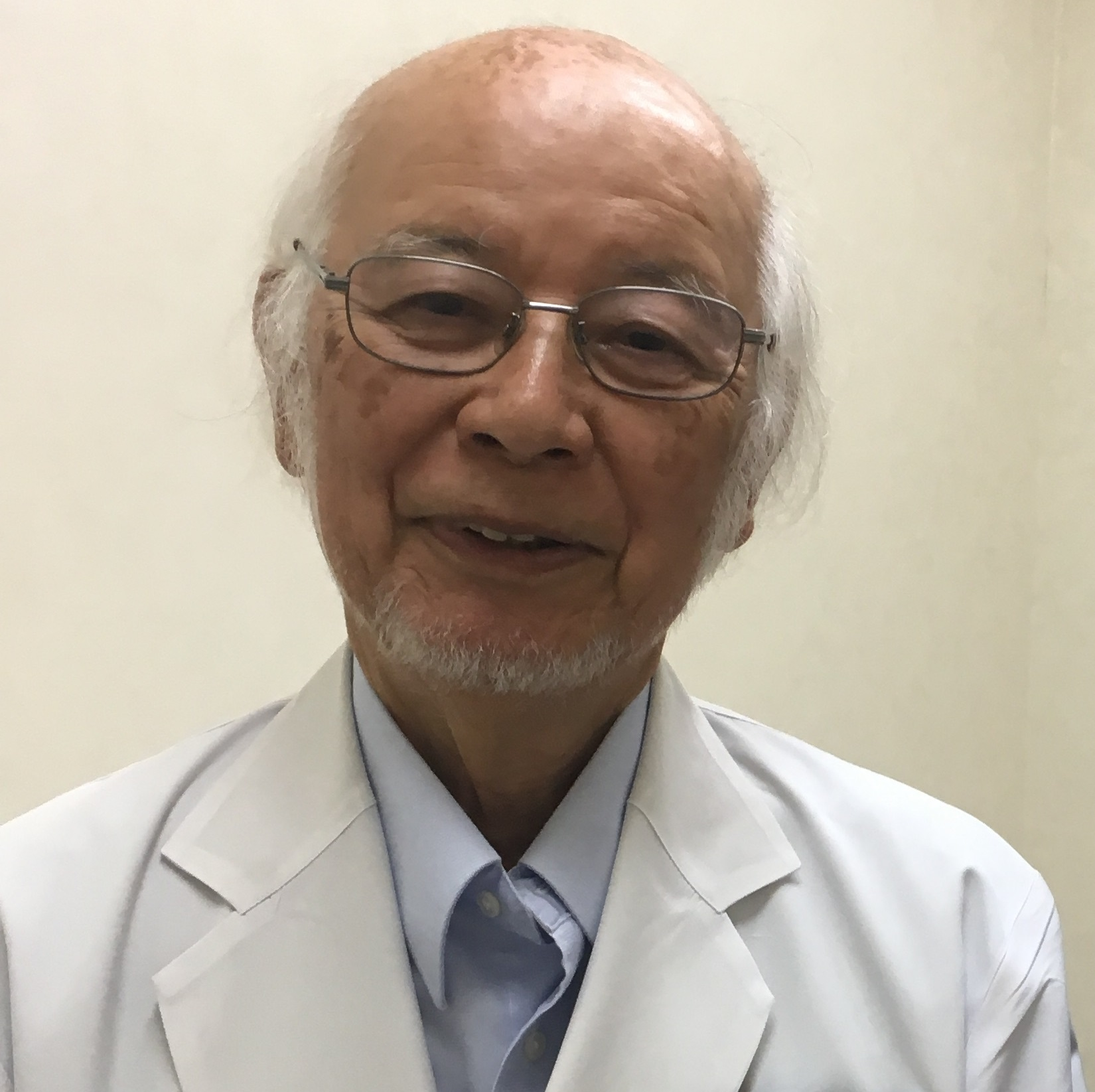
2017년 모습

카가 오토히코(加賀乙彦, 가가 오토히코, 1929년 4월 22일 ~ 2023년 1월 12일)는 일본의 작가이다.

## 생애
카가는 도쿄도에서 태어나 도쿄 대학 의과대학에서 정신건강의학과 범죄학을 전공했다. 병원에서 일하다가 감옥에서 일하다가 1957년 추가 연구를 위해 프랑스로 건너갔다. 1960년 일본으로 돌아온 후 카가는 대학에서 강의를 시작했으며 도쿄 의과 치과 대학(1965-1969)과 조치 대학(1969-1979)에서 심리학 교수로 재직했다.
카가는 1979년부터 전업 작가로 활동했다. 1987년 엔도 슈사쿠의 영향으로 58세에 천주교로 개종했다.
카가는 2023년 1월 12일 93세의 나이로 사망했다.